# Schloss Adlhausen

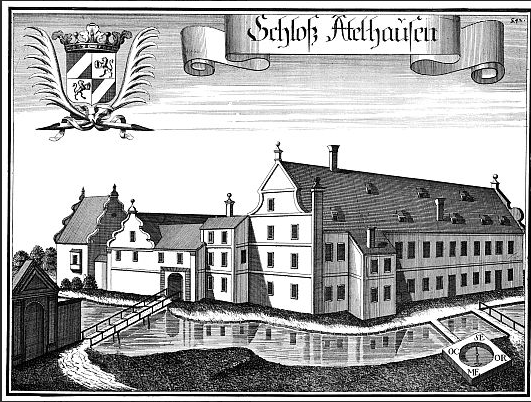
Schloss Adlhausen nach einem Stich von Michael Wening um 1700

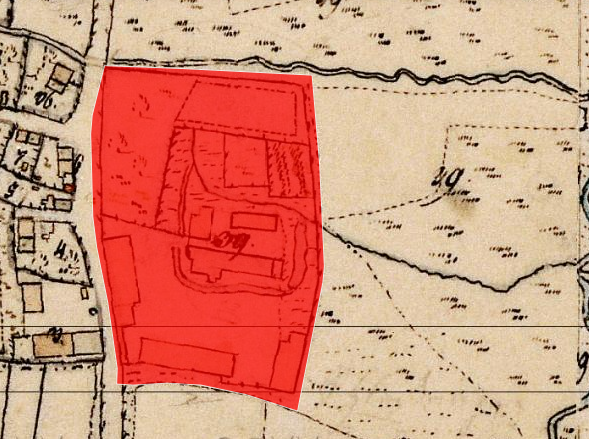
Lageplan von Schloss Adlhausen auf dem Urkataster von Bayern

Das Schloss Adlhausen (früher auch Schloss Atlhausen genannt) befindet sich in Adlhausen, heute ein Ortsteil des Marktes Langquaid im niederbayerischen Landkreis Kelheim. Das Schloss liegt 250 m südöstlich der Dorfkirche Mariä Himmelfahrt. Es ist unter der Aktennummer D-2-73-141-19 als Baudenkmal verzeichnet. Die Anlage wird ferner als Bodendenkmal unter der Aktennummer D-2-7238-0013 mit der Beschreibung „untertägige mittelalterliche und frühneuzeitliche Befunde im Bereich des ehem. Schlosses in Adlhausen, zuvor mittelalterliche Niederungsburg“ geführt.

## Beschreibung
Das ehemalige Wasserschloss liegt in der Nähe der Einmündung des Helchenbachgrabens in die Große Laber und ist noch heute teilweise von einem Graben umgeben. Das zweigeschossige Wohngebäude aus dem 17. Jahrhundert besitzt ein Satteldach mit Schweifgiebeln und zweigeschossige Ausluchten auf der Giebel- und Traufseite. Nach einem Brand von 1913 wurde gegenüber dem Schloss ein Nebentrakt errichtet, der durch ein Gebäude mit einer Toreinfahrt mit dem Schlossbau verbunden ist. Das Schlossgebäude wurde zwischen 1974 und 1978 renoviert.
Ausgehend von den Grabenresten und den früheren Berichten über die Hofmark Adlhausen ist davon auszugehen, dass hier einmal eine mittelalterliche Burg gestanden hat, von der in einer Nachricht von 1597 die Rede ist. Vermutlich wurde die Burg im Dreißigjährigen Krieg beschädigt und als Schloss im 17. Jahrhundert neu aufgebaut.

## Geschichte
Adlhausen war ein Abensberger Lehen. Nach dem Tod des Niclas von Abensberg fiel die Hofmark 1485 an das Wittesbachsche Herzogtum Bayern-München.
1170 wird ein Henricus de Athelhusen unter den Abensberger Ministerialen genannt. Ein Eberhard von Adlhausen wird 1264 als Ritter genannt, 1279 ein Heinrich der Adlhauser und 1321 ein Minhart von Adlhausen. Ab 1365 tritt der Ritter Hans von Ergoldspeck und 1411 sein Sohn Andres der Ergoldspeck von Adelshausen hier in verschiedenen Urkunden auf. 1429 wird in der Straubinger Landtafel für Adlhausen Andre Erbolsbeck (gestrichen), dann noch Hans Gaunkofer und Jorg Tencklinger zu Ätelhausen genannt. Die Hofmark muss damals also zweigeteilt gewesen sein. Danach kam die Gegend zu dem Landgericht Kelheim. Um 1465/70 werden hier Jorg Diethoch, genannt Lung, und Hanns Geltinger bzw. später Ulrich Geltinger als Landsassen genannt. 1500 besaßen Ulrich Geltinger und Christoph Lung die Hofmark, in der Landtafel von 1510 werden Georg und Wolfgang die Lungen sowie Sigmund Geltinger als Landsassen genannt. Letzterem wird von Georg und Wolfgang Lung verboten, das Schankrecht auf seinem Sitz auszuüben, da dieses nur die Lungen besitzen.
1541 verkaufte Sigmund Geltinger seinen Sitz an Hans Gschwind und seine Ehefrau Barbara. Bereits 1545 verkauften diese ihren Hofmarksanteil an Veit Lung zu Planegg, der bereits das seit 1450 im Familienbesitz befindliche Geisenfeld und die Anteile von Adlhausen erworben hatte. Veit Lung war fürstlicher Rat und Oberrichter in Landshut. Nach dessen Tod († 1583) übernahm sein Sohn Veit Lung jun. Sitz und Hofmark. 1595 folgte Hans Walter von Eck auf dem Kaufweg hier nach. Von diesem kam Adlhausen auf dem Kaufweg an Hans Veit von Leonprechting. 1630 wird hier ein Johann Pendtenrieder genannt († 1638). Aus der Erbmasse erwarb Tobias Schrenck von Notzing 1642 die Hofmark. 1653 ging diese an seinen Sohn Karl Ludwig und 1690 wieder an dessen Sohn Albert. Von Letzterem erwarb Jobst Ernst von Freynhub 1702 die Hofmark. Nach dem Tod dieses kinderlosen Hofmarksbesitzers († 1730) erhielt Johann Kaspar Pendtenrieder einen Lehensrevers über das Rittergut Adlhausen. 1734 veräußerte er dieses an die Witwe Maria Catharina Freihuber, geb. von Guggemoos, welche nach kurfürstlichem Konsens das Gut an ihren Bruder Franz Martin von Guggemoos verkaufen durfte. 1763 kam die Hofmark auf dem Kaufweg an Anton von Wadenspanner. 1780 war Karl Wilhelm Stanislaus von Daun Inhaber der Hofmark. 1806 ging diese an Georg Daniel von Haeffelin über.
In der Folge trat ein häufiger Besitzerwechsel ein (Graf Buttler, Herr von Bäumler, Fürst von Wrede, Herr von Schmaus). Seit 2014 steht das Schloss zum Verkauf.